# Annet-sur-Marne
Annet-sur-Marne ist eine französische Gemeinde mit 3329 Einwohnern (Stand: 1. Januar 2022) im Département Seine-et-Marne in der Region Île-de-France. Sie gehört zum Arrondissement Meaux und zum Kanton Claye-Souilly.
Die Einwohner werden Annetois genannt.

## Geographie
Annet-sur-Marne liegt etwa 35 Kilometer östlich von Paris am Fluss Marne, in den hier die Beuvronne mündet.

### Nachbargemeinden
Umgeben ist Annet-sur-Marne von den Gemeinden Vinantes im Norden, Fresnes-sur-Marne im Osten und Nordosten, Jablines im Osten und Südosten, Dampmart im Südosten, Thorigny-sur-Marne im Süden, Carnetin im Südwesten, Villevaudé im Westen und Südwesten sowie Claye-Souilly im Westen und Nordwesten.

## Bevölkerungsentwicklung
| 1962 | 1968 | 1975 | 1982 | 1990 | 1999 | 2006 | 2017 |
| ---- | ---- | ---- | ---- | ---- | ---- | ---- | ---- |
| 1178 | 1201 | 1715 | 1714 | 2128 | 2482 | 3198 | 3278 |

## Gemeindepartnerschaften
Mit der französischen Gemeinde Gordes im Département Vaucluse  in der Region Provence-Alpes-Côte d’Azur besteht eine Partnerschaft.

## Sehenswürdigkeiten
- Kirche Saint-Germain
- Schloss Etry
- Schloss Louche

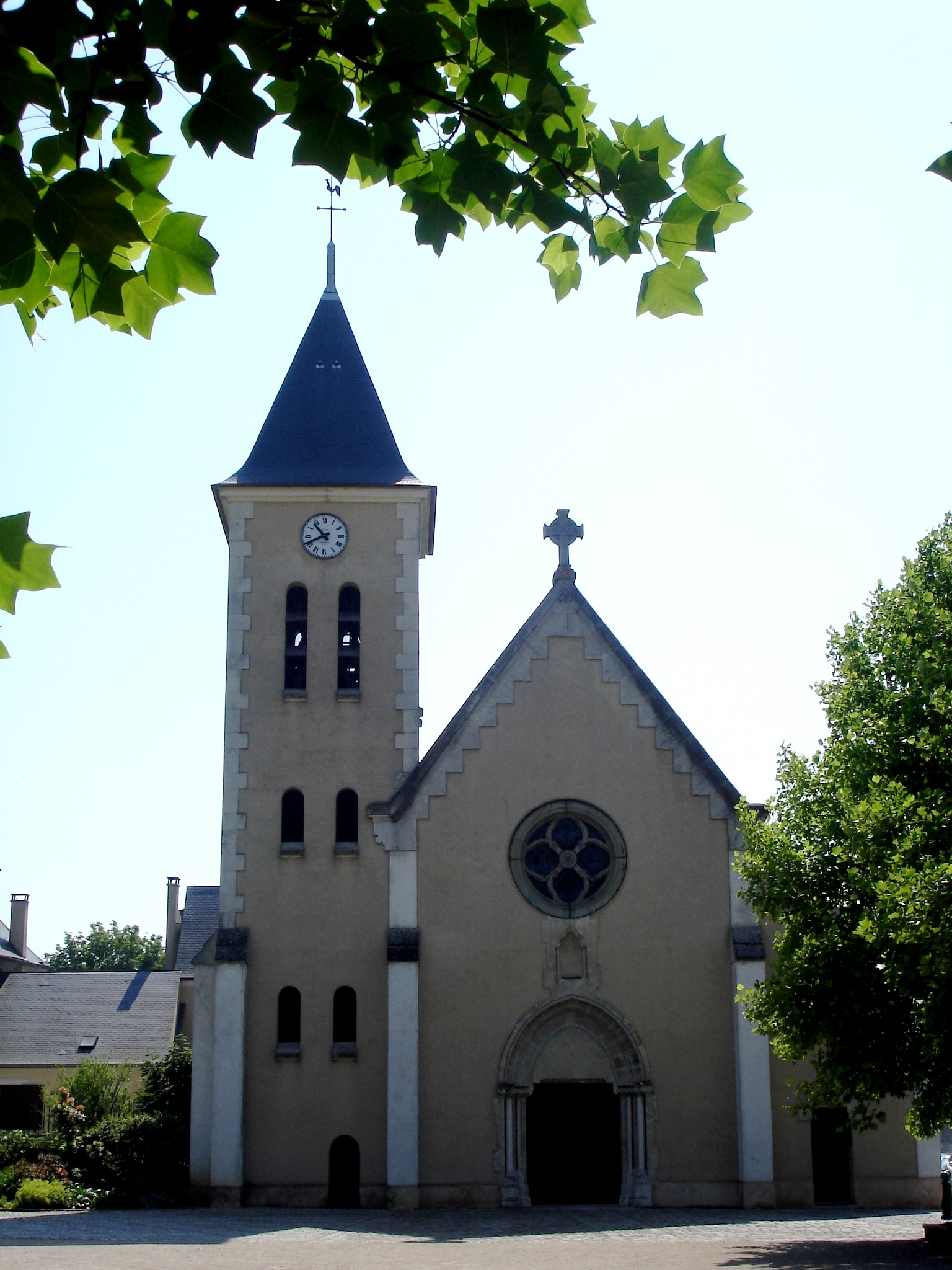
Kirche Saint-Germain

- Schloss Sannois mit Taubenturm aus dem 17. Jahrhundert

## Persönlichkeiten
- Victor Vasarely (1906–1997), Op-Art-Künstler